# Ahmad Reza Abedzadeh
Ahmad Reza Abedzadeh (Abadan, Irán, 25 de mayo de 1966) es un ex-futbolista iraní, que se desempeñó como portero y que militó en diversos clubes de Irán. Es el padre de Amir Abedzadeh portero de la S.D.Ponferradina.

## Clubes
| Club           | País | Año         |
| -------------- | ---- | ----------- |
| Tam Isfahan SC | Irán | 1983 - 1990 |
| Esteghlal FC   | Irán | 1990 - 1993 |
| Sepahan FC     | Irán | 1993 - 1994 |
| Persépolis FC  | Irán | 1994 - 2001 |

## Selección nacional
Ha sido internacional con la Selección de fútbol de Irán; donde jugó 79 partidos internacionales y no ha anotado goles por dicho seleccionado. Incluso participó con su selección, en 1 Copa Mundial. La única Copa del Mundo en que Abedzadeh participó, fue en la edición de Francia 1998, donde su selección quedó eliminado en la primera fase de dicho torneo.